# 神鬼尖兵
《神鬼尖兵》（英語：The Boondock Saints）是一部1999年美國犯罪片，由·達菲執導和編劇，威廉·達佛、西恩·派翠克·福納瑞、諾曼·李杜斯、大衛·德拉·洛克和比利·康諾利主演。故事敘述一對愛爾蘭裔美國雙胞胎麥克曼奴兄弟（片中未表明長幼順序）受到了上帝的「指示」，動用私刑剷除俄羅斯黑手黨，後來和朋友「滑稽小子」一同決心將波士頓的犯罪與邪惡清除，而FBI特工保羅也同時在追擊著他們。
達菲表示劇本是來自個人住在洛杉磯的經驗。最初認為是好萊塢最炙手可熱的劇本之一，但電影的製作卻陷入難產，後來電影終於1999年1月22日在美國上映。但因僅在限定地區的五間戲院放映一週，所以獲得了相當慘澹的票房；最後加上DVD在國內的銷售，最終票房約5000萬美元，且之後獲得了邪典電影的地位。續集《神鬼尖兵2》於2009年上映。

## 劇情
愛爾蘭裔雙胞胎兄弟康納·麥克曼奴和墨菲·麥克曼奴一早參加參加天主教禮拜，中途離開後前去豬肉屠宰場工作，其中墨菲還捉弄了康納一下。後來，兩人與朋友洛克等人在一間酒館慶祝聖派翠克節，從老闆口中得知這間酒館基於俄羅斯黑幫的緣故不得不關店；這時，三名俄羅斯黑幫打手進來要大家離開，兩兄弟嘗試和對方講道理，但反被以暴力回應，使得兄弟倆和客人們與對方打成一團，三位黑幫便因此被麥克曼奴兄弟捉弄一番。第二天一早，兩位俄羅斯黑幫打手闖入兄弟倆家，康納被用手銬綁於馬桶上，而墨菲則被對方帶到樓下巷子準備被槍決；憤怒的康納使勁力地搬起馬桶跑到頂樓將馬桶往下扔，精準地打中一名打手的頭頂，當場死亡，康納也跳下壓倒了另一人便暈了過去，墨菲隨即起身拿馬桶蓋打死被壓倒的那一人，並將對方的槍收走、帶著康納到醫院去。
FBI特工保羅·史麥克被分配調查此案件，波士頓警局的偵探葛利隨興認為這兩名死者是互相鬧事而死，但保羅認為是他殺，而警方和當地新聞記者把下手者看作英雄。後來，康納和墨菲主動到波士頓警局投案。保羅偵訊兩人後，為了不引起不必要的紛爭而向媒體表示兄弟倆是「自我防衛」，兄弟倆則暫時於局中寄宿一晚，事件就此落幕。晚上，兩人聽到似乎是上帝的「呼喊」，聲音告訴他們要剷除惡徒、保護無辜。
康納和墨菲穿上昨天洛克給的衣服，起來後受到警局人員們的熱烈歡迎，墨菲看到報紙發現記者稱兄弟倆為「聖徒」，康納則從兩位俄羅斯黑幫打手的一個呼叫器得知了俄羅斯集團老闆在酒店的聚會。兄弟倆從地下槍支經銷商那整備武器，並在當晚潛入酒店時，意外運用康納的繩索迅速地殺光九名黑幫，且還捉弄了為黑幫們當小弟的洛克。三人離去後，保羅、葛利、達菲和多利到現場調查，雖不知道兇手是誰，但保羅認為凶狠的俄羅斯黑幫被殺只是戰爭的開始。
第二天，洛克認同麥克曼奴兄弟伸張正義的做法，並決定背叛黑幫老大金賽皮·「喬伊老大」·亞卡維塔，因為洛克早不滿黑幫們將他當作跑腿小弟看待。其實昨晚，洛克本想在酒店殺死黑幫們因此帶著六顆子彈的左輪手槍，但卻不知對方其實有九人；康納和墨菲和洛克解釋其實黑幫們是想解決他，但洛克不相信，後來他在一間餐廳殺死了三人，並逃離現場，以示洩憤。了解黑幫動向的洛克決定要和兄弟倆共事。晚上，麥克曼奴兄弟帶著洛克追擊亞卡維塔家族，並殺死了家族老二的文森佐。事後保羅、葛利、達菲和多利也到現場調查，並覺得事情越來越不單純。
喬伊老大知道洛克背叛後了解事態的嚴重性，決定請出自己連繫人的頭號殺手杜奇壹號「公爵」來對付他們，公爵也因此從獄中獲得假釋。當麥克曼奴兄弟協助洛克解決掉一名冷血殺手時，三人遭到持有六把槍的公爵的伏擊；三人遭受嚴重創傷，洛克的一隻手指被射斷遺落在現場，公爵則因子彈用盡而離去。三人回到家中爭吵一番後，用熨斗分別幫自各燒灼傷口。後來，洛克看到新聞上的保羅正在追著他們，因此提議解決掉保羅，但對方是正派人士而被麥克曼奴兄弟駁回。
幾個小時後，警方在犯罪現場進行調查，但調查似乎是徒勞無功，因為兄弟倆事先以氨水掩蓋任何留下的血跡。然而，保羅發現了遺落於現場草叢的洛克的斷指，獨自調查後發現是當天送衣服給麥克曼奴兄弟的那個洛克，並煩惱是否要起訴這三人或幫助他們。後來他在一間同性戀酒吧喝醉，白天時到教堂詢問牧師自己該怎麼做；而洛克則拿槍威脅牧師照自己的方式說，康納隨即從後來威脅洛克不要這麼做。保羅聽了牧師的話後決定協助三人（但他並無發現三人在這教堂中）。
後來，洛克和兄弟倆打電話向保羅表示他們計劃滲透到亞卡維塔家總部一口氣消滅他們，但後來保羅從喬伊老大的連繫人口中得知三人即將步入陷阱。這對兄弟被對方抓獲，而洛克遭到喬伊老大開槍射殺，令康納和墨菲哀痛不已。喬伊老大開車離開後，男扮女裝的保羅致力阻止老大的手下對兄弟倆下手，但在殺死對方兩名時遭公爵從後方偷襲昏倒，但因公爵不殺婦女和小孩而沒有殺他。兄弟設法逃脫，殺死一名手下後為死去的洛克唸祈禱文；這時公爵進入地下室準備向兄弟倆開火時他聽到了他們的祈禱文，公爵為兄弟倆將祈禱文唸下去，這透露出公爵其實是兄弟倆的父親。他唸完了祈禱，決定加入兩個兒子一同完成使命。
三個月後，喬伊老大被送到法庭進行第三次審判，現場的記者預計他無罪釋放。這時，公爵、麥克曼奴兄弟和保羅與三位偵探金屬探測儀將槍枝滲透進來，並向大眾發表演講，他們將消滅地方上的邪惡。兄弟倆與公爵唸完祈禱文後開槍將喬伊老大處決。事後，媒體稱三人為「聖徒」，並向民眾們採訪對此事件的反應，平民的評價兩極，最後反應出：「聖徒最終到底是好人......還是壞人？」

## 演員
| 演員                                    | 角色                                                                   | 備註 |
| 威廉·達佛 Willem Dafoe                  | 保羅·史麥克 Paul Smecker                                               | FBI特工，擁有優秀推理能力，但精神狀況不穩定的同性戀男子，被分配負責調查麥克曼奴兄弟所犯的謀殺案。 |
| 西恩·派翠克·福納瑞 Sean Patrick Flanery | 康納·麥克曼奴 Connor MacManus                                          | 麥克曼奴兄弟之一。左手有著「Veritas」（在拉丁語中代表「真相」）的刺青。個性較明智、理性，常細心計畫下一行動，會將經典動作電影中的要素來加入計劃，頻繁使用過的如約翰·韋恩、克林·伊斯威特和查理士·布朗遜。 |
| 諾曼·李杜斯 Norman Reedus               | 墨菲·麥克曼奴 Murphy MacManus                                          | 麥克曼奴兄弟之一。左手有著「Aequitas」（在拉丁語中代表「正義」或「平等」）的刺青。情感豐富且個性熱血，對康納引用的電影俗套計劃感到愚蠢並動怒。                                                       |
| 大衛·德拉·洛克 David Della Rocco        | 大衛·德拉·洛克／「滑稽小子」 David Della Rocco／「The Funny Man」      | 亞卡維塔家族一員，喬伊老大的心腹，對於自己常被組織當作跑腿小弟而感到不悅。和麥克曼奴兄弟為好友。 |
| 比利·康諾利 Billy Connolly              | 挪亞·麥克曼奴／杜奇壹號／「公爵」 Noah MacManus／Il Duce／「The Duke」 | 康納和墨菲的父親。犯人編號6570534，刑期為25年至終生監禁。 |
| 巴布·馬利 Bob Marley                    | 偵探葛利 Detective Greenly                                             | 波士頓警局所分配調查麥克曼奴兄弟所犯的謀殺案的半吊子偵探。 |
| 大衛·費里 David Ferry                   | 偵探多利 Detective Dolly                                               | 偵探達菲的搭檔。 |
| 布萊恩·馬奧尼 Brian Mahoney             | 偵探達菲 Detective Duffy                                               | 偵探多利的搭檔。 |
| 卡羅·羅塔 Carlo Rota                    | 唐·金賽皮·「喬伊老大」·亞卡維塔 Don Giuseppe "Papa Joe" Yakavetta      | 黑手黨教父，亞卡維塔家族老大，在波士頓一位有權勢的黑幫老大。 |
| 羅恩·傑里米 Ron Jeremy                  | 文森佐·拉帕茲 Vincenzo Lapazzi                                         | 亞卡維塔家族老二，喬伊老大的副手。 |

## 發行

### 評價
於爛番茄基於25位專業影評人持有20％的新鮮度，平均得分4.2／10；該網站共識：「一部幼稚、醜陋的電影，這代表了最糟的導演塔倫提諾之趨勢」，雖然象徵著差評，但觀眾卻給予了91％的分數。在Metacritic上根據279條評論，得分44（滿分100），評價好壞參雜。

### 票房
最初僅在限定地區的五間戲院放映一週，因此僅有3萬0471美元的淒慘票房。後來發行DVD時以粉絲的支持使得最終票房約5000萬美元。

## 續集
經過了無數次拖延，特洛伊·達菲推出了續集，於2009年10月30日上映。

## 外部連結
- 官方网站
- 互联网电影数据库（IMDb）上《神鬼尖兵》的资料（英文）
- AllMovie上《神鬼尖兵》的资料（英文）
- Box Office Mojo上《神鬼尖兵》的資料（英文）
- 爛番茄上《神鬼尖兵》的資料（英文）
- Metacritic上《神鬼尖兵》的資料（英文）